# Seria 362 ČD
ES 499.1 – lokomotywa elektryczna wyprodukowana w 1990 roku dla kolei czechosłowackich. Wielosystemowy elektrowóz został wyprodukowany do prowadzenia międzynarodowych ekspresowych pociągów pasażerskich kursujących po zelektryfikowanych liniach kolejowych. Po rozpadzie Czechosłowacji eksploatowany jest przez koleje czeskie oznakowany jako Řada 362.